# マルカントニオ・インジェニェーリ

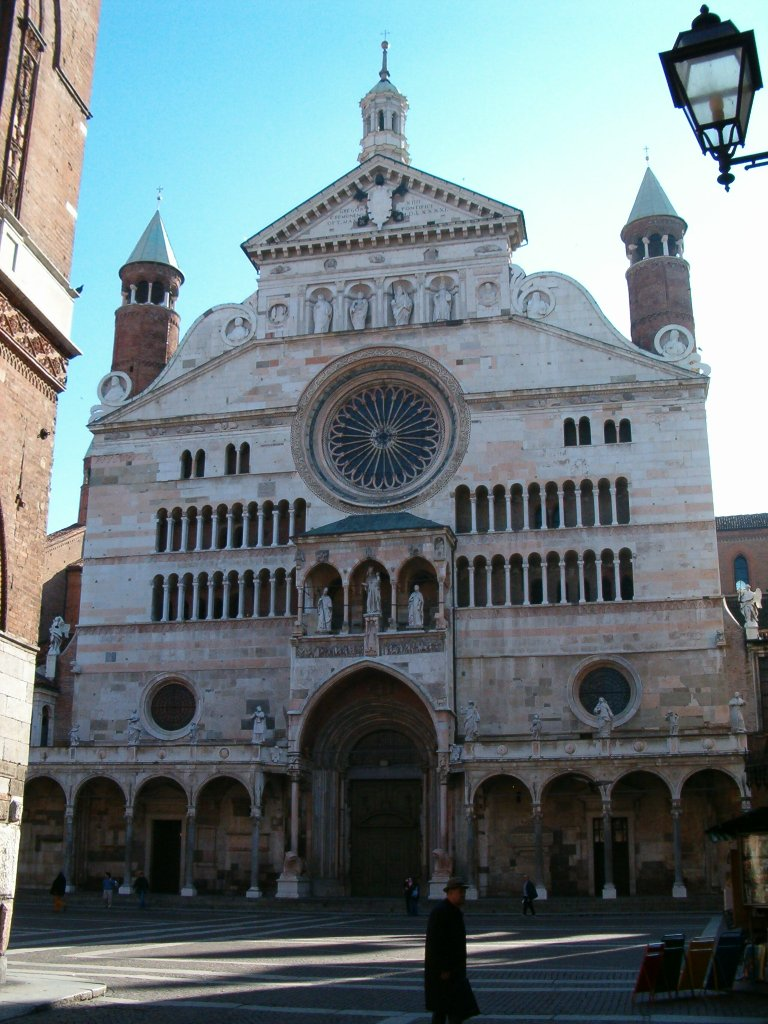
クレモナ大聖堂
1581年にインジェニェーリはクレモナ大聖堂の事実上の終身楽長に就任した

マルカントニオ・インジェニェーリ（またはインジェニエーリ、Marc Antonio Ingegneri (Ingegnieri) , 1547年 ヴェローナ - 1592年7月1日 クレモナ）は、イタリア後期ルネサンス音楽の作曲家。生涯の大半を北イタリアに過ごしたにもかかわらず、作曲様式がパレストリーナのものに似ているために、しばしばローマ楽派のポリフォニックな教会音楽の作曲家として分類されてきた。クラウディオ・モンテヴェルディの作曲の師としても有名である。
生い立ちについてはほとんど分かっていないが、おそらく一族はヴェネツィアの出身であり、パルマでチプリアーノ・デ・ローレに師事しているかもしれない。1570年のある時期にクレモナに移り、作曲家や器楽演奏家として名を揚げた。どうやらオルガン奏者だったらしく、腕利きの演奏家として知られていたようである。1581年にクレモナ大聖堂の事実上の終身楽長に就任する。
インジェニェーリは、対抗宗教改革の推進およびトリエント公会議の遂行に余念のなかったニコロ・スフォンドラート司教（後のローマ教皇グレゴリウス14世）と親しく、そのことがインジェニェーリの作品にも如実に影響を及ぼし、その音楽はきまってパレストリーナ様式の単純さや明晰さを示している。事実インジェニェーリの27曲の『レスポンソリウム』は、長らく誤ってパレストリーナ作品と推定されてきた。しかしいくつかの楽曲は、トレント公会議の改革派の公式見解をいわば無視している。最も問題になるのが4声体のモテット『ノエ、ノエ』 (Noe noe) で、20回転カノンで作曲されている。この作品では、テキストを聴き取るには並外れて鋭い耳が必要になろう。テクストの判りやすさは、トリエント公会議によって作曲家に課されたひとつの要請だったのにである。
インジェニェーリのミサ曲は簡潔で短く、比較的ホモフォニックに作曲され、単純明快さについてはしばしばパレストリーナを凌いでいる。マドリガーレは保守的になりがちで、精彩ある半音階や音による描写を試みた同時代のルッツァスコ・ルッツァスキやルーカ・マレンツィオらの新機軸をあからさまに無視している。
インジェニェーリは 1573年と1587年に2つのミサ曲を作曲した。少なくとも3巻のモテット集（散逸したものもありうる）と、8巻のマドリガーレ集（4〜6声用）を遺している。